# 通臂拳
通臂拳，又称通背拳或通備拳，中國傳統拳術，流行於中國河北，其中一個分支為劈掛拳。屬於長拳體系，其書面記錄最遠可追溯至明朝末年，相傳起源於模倣猿猴動作。
而「通臂」是一種猿猴的名稱,即「通臂猿猴」。此猿手長過膝,善攀緣縱越,靈巧異常,力復偉甚,堪稱猿類之首。通臂拳就是揣摩通臂猿猴的特點,而不是單純象形猿猴的動作。通臂猿猴为“六合通臂” ,称“少祁派”。“少祁派”由祁太昌传许天和,许传修剑痴、刘月亭、许永生、许让、刘鹏等多人。

## 源流
早在明代戚繼光的《紀效新書》中，猴拳便已列入“古今名家”之一。據說戰國時代叫白猿的人所創，以後由王道、李義和韓成等人流傳至今，但此說不確，細節未明。
通話發音相同，兩拳的技術內容也幾乎相同。再從通背拳有時被稱為白猿拳為通背猿拳這點來看，也可以據以斷定兩種拳法是完全相同的拳法。
通背拳最早見於清道光河北祁信，學得早傳六合拳及祁家槍。其拳以單操散手為主，有三十六手，七十二散傳。其子太昌到河南馬(學禮)深造，從此有引手，提膝步及增加至一百零八手。

## 流派
- 祁家通背拳

道光時祁信傳子太昌和涿州人陳慶。陳傳王占春，王傳張策等，稱為“老祁派”。太昌傳許天和， 許傳修劍痴，加入太極拳技巧，稱五行通臂。 
　
- 白猿通臂

清末山東人任十，傳北京某皮貨店管賬石鴻勝。“白猿通臂”盛傳於北京牛街回民聚集區。此系崇白猿為始祖。 
- 劈掛通臂，實為劈掛拳，清末因其與通臂拳特點相近，被作為通臂拳系的一支。
- 洪洞通背拳

又稱〔太極通背〕，或叫〔通背纏拳〕。
洪洞通背傳自清朝，由河南的〔郭永褔〕所傳授。
洪洞通背一共有１０８式，它的特徵是：進手而纏，隨式而繞，側身而入，閃驚巧取。
〔洞通背拳〕和〔太極長拳〕非常的相似，也有人認為〔洪洞通背拳〕就是
〔太極長拳〕！
- 其他支派還有"少林通臂拳"以及"獨流通背拳"或是"五猴通背拳"等。
- 到近代，猴拳大多失去实战本質，大多被江湖艺人所利用。

## 特徵
通臂拳的通臂這個名稱，是根據攻打對方時伸肘的一種特殊動作而命名。此動作勁由背發，經肩和肘而圓滑地到達到手指的一種方法，也就是說實際上並不是只伸肘臂，而是背和肩協調伸展的一種拳法。
通臂拳與一般拳法相比，它採用的拳和掌的形狀比較豐富。例如通臂拳主要採用單晃掌、撩陰掌、雙蓋掌、雙推掌、引手掌、拍掌、劈掌、踏掌、透骨掌、平拳、尖拳、斬首拳等，劈掛通臂拳則用勾摟手、摔掌、撩陰掌、點掌、掖掌、中拳、崩中拳、立衝中拳、扣衝中拳、石猴訣拳、猿猴訣拳，祁家通背拳則採用捋帶、摟帶、穿掌、掩手、雲手、圈手、撣手、引手、斬手、捋手、爽手、列門掌、開心掌、合口、擒捉（下中拳）、貫耳（扣拳橫打）等，都各有運用的秘訣。

## 套路
拳法:二十四手拳術、救命三腿、通臂串珠、通背救命三腿串珠、通背連環套手、通背六路、明堂功、總手、盤手、十字攔。(10種拳法)
器械套路:白猿棍、白猿單刀、白猿雙刀、白猿花槍、白猿大槍、白猿大刀、白猿單劍、白猿雙劍、白猿短劍。(9種器械套路)

## 通臂拳大師
- 祁信
- 祁大昌
- 劉澎
- 賈文
- 陳慶
- 張策
- 张喆
- 田瑞卿
- 修劍痴
- 許讓
- 高占鰲
- 靳小軒
- 宋天祥
- 张飞鹏
- 康國良

鴿武緣